# Parafia Matki Bożej Różańcowej w Parsęcku
Parafia pw. Matki Bożej Różańcowej w Parsęcku - parafia należąca do dekanatu Szczecinek, diecezji koszalińsko-kołobrzeskiej, metropolii szczecińsko-kamieńskiej. Została utworzona 1 czerwca 1951.  Siedziba parafii mieści parafii mieści się pod numerem 56.

## Miejsca święte

### Kościół parafialny
Kościół pw. Matki Bożej Różańcowej w Parsęcku
Kościół parafialny został zbudowany w 1926 roku w stylu neoromańskim, poświęcony w 1946.

### Kościoły filialne i kaplice
- Kościół pw. św. Stanisława Biskupa Męczennika w Dalęcinie
- Kościół pw. Najświętszego Serca Pana Jezusa w Przeradzu
- Kościół św. Maksymiliana Kolbego w Radaczu